# Giuseppe Peano
Giuseppe Peano (27 tháng 8 năm 1858 – 20 tháng 4 năm 1932) là nhà toán học và logic học người Ý. Trong số học ông được biết đến là người đưa ra hệ tiên đề cho dãy số tự nhiên, ngày nay mang tên hệ tiên đề Peano được đề xuất từ năm 1891. Peano cũng là người đi tiên phong trong việc truyền bá logic ký hiệu. Ngoài ra ông là người đầu tiên dựng một đường cong liên tục lấp kín một hình vuông gọi là đường Peano. Giuseppe Peano là giảng viên môn toán và phần lớn thời gian giảng dạy của ông là ở Đại học Torino.

## Tiểu sử
Peano được sinh ra và lớn lên tại một trang trại ở Spinetta, một ngôi làng thuộc Cuneo, Piedmont, Italy. Ông tham dự Cavour classice Liceo ở Turin, và theo học tại trường Đại học Torino năm 1876, tốt nghiệp năm 1880 với những thành tựu xuất sắc. Sau đó, trường Đại học đã giữ lại ông để hỗ trợ ngài Enrico D'Ovidio đầu tiên, và sau đó là ngài Angelo Genocchi. Do sức khoẻ kém của Genocchi, Peano đã tiếp tục hỗ trợ giảng dạy môn toán học trong vòng hai năm. Ông cho ra đời tác phẩm chính đầu tiên của mình là cuốn sách giáo khoa về tích phân. Cuốn sách được xuất bản năm 1884 nhưng dưới danh nghĩa của Genocchi. Một vài năm sau đó, Peano xuất bản cuốn sách đầu tiên dưới tên ông về logic toán học. 
Năm 1887, Peano kết hôn với Carola Crosio, con gái của họa sĩ người Pháp Turin, Luigi Crosio; người nổi tiếng với bức tranh sơn dầu về Refugium Peccatorum Madonna. Năm 1886, ông bắt đầu giảng dạy đồng thời tại Học viện Quân sự Hoàng gia, và được thăng chức giáo sư ưu tú nhất năm 1889. Trong năm đó, ông xuất bản các tiên đề Peano, một nền tảng chính thức cho việc thu thập các số tự nhiên. Một năm sau, Đại học Torino cũng đã mời ông về làm việc. Định luật về Đường cong nổi tiếng của Peano xuất hiện vào năm 1890 như là một ví dụ ngược lại. Ông đã sử dụng nó để cho thấy rằng một đường cong liên tục không phải lúc nào cũng có thể được bao quanh trong một khu vực nhỏ bất kì. Đây là một ví dụ đầu tiên của cái được gọi là fractal (phân dạng).
Năm 1890 Peano thành lập tạp chí Rivista di Matematica, xuất bản lần đầu tiên vào tháng 1 năm 1891. Năm 1891 Peano bắt đầu dự án Formulario. Nó là một "Bách khoa toàn thư về Toán học", chứa đựng tất cả các công thức và định lý được biết đến của khoa học toán học bằng cách sử dụng một ký hiệu chuẩn được phát minh bởi Peano. Năm 1897, Đại hội Toán học Quốc tế lần đầu tiên được tổ chức tại Zurich. Peano vinh dự là một người tham gia chính, trình bày một bài báo về logic toán học. Ông cũng bắt đầu dồn.thời gian của mình để nghiên cứu sâu hơn về Formulario, đặt nó ưu tiên hơn tất cả công việc khác.
Năm 1898, ông trình bày một ghi chú cho Học viện về số thứ nhị phân và khả năng của nó được sử dụng để đại diện cho ngôn ngữ. Ông cũng nản lòng về sự chậm trễ xuất bản (bởi do yêu cầu của ông phải in các công thức trên một dòng) mà ông đã mua một ấn phẩm báo chí.
Paris là địa điểm cho Đại hội các nhà toán học quốc tế lần thứ hai năm 1900. Cuộc hội nghị được tổ chức trước Hội nghị Triết học Quốc tế lần thứ nhất, nơi Peano là thành viên của ủy ban bảo trợ. Ông đã trình bày một bài báo và đặt ra câu hỏi về các định nghĩa đúng trong toán học, nghĩa là "làm thế nào để bạn xác định một định nghĩa?". Điều này đã trở thành một trong những mục tiêu triết học chính của Peano trong suốt quãng đời còn lại. Tại hội nghị Peano gặp Bertrand Russell và đưa cho ông một bản sao của Formulario. Russell đã bị các biểu tượng logic của Peano nhấn mạnh rằng ông rời khỏi hội nghị và trở về nhà để nghiên cứu văn bản của Peano.
Sinh viên của Peano là Mario Pieri và Alessandro Padoa cũng có những bài báo trình bày tại đại hội triết học. Đối với hội nghị toán học, Peano không nói, nhưng bài thuyết trình đáng nhớ của Padoa thường được nhắc lại. Peano cũng đã đề xuất một nghị quyết kêu gọi thành lập một "ngôn ngữ trợ giúp quốc tế" để tạo điều kiện cho việc truyền bá các ý tưởng toán học (và thương mại).
Đến năm 1901, Peano đã ở đỉnh cao sự nghiệp toán học của mình. Ông đã có những tiến bộ trong các lĩnh vực phân tích, nền tảng và logic, có nhiều đóng góp cho việc giảng dạy của tích phân và cũng góp phần vào các lĩnh vực phương trình vi phân và phân tích vector. Peano đóng một vai trò quan trọng trong tiên đề toán học và là một nhà tiên phong hàng đầu trong việc phát triển logic toán học. Peano đã tham gia rất nhiều vào dự án Formulario ở giai đoạn này và việc này đã ảnh hưởng đến việc giảng dạy của ông. Kết quả là, ông đã bị miễn nhiệm từ Học viện Quân sự Hoàng gia nhưng giữ lại vị trí của mình tại Đại học Torino.
Năm 1903, Peano tuyên bố công trình của ông về một ngôn ngữ phụ trợ quốc tế được gọi là Latino sine flexione ("Latin without interlexion", sau này được gọi là Interlingua, và tiền thân của Interlingua của IALA). Đây là một dự án quan trọng của ông (cùng với việc tìm kiếm những người đóng góp cho 'Formulario'). Ý tưởng của dự án này là sử dụng từ vựng Latin. Vì tiếng Latin đã được biết đến rộng rãi, nhưng cố gắng đơn giản hóa ngữ pháp càng nhiều càng tốt và loại bỏ tất cả các dạng bất thường và bất thường để làm cho nó dễ dàng hơn để tìm hiểu. Trong một bài phát biểu, ông bắt đầu nói tiếng Latin, và ông mô tả mỗi cách đơn giản, giới thiệu nó vào bài phát biểu của mình. Sau đó, ông cũng dùng tiếng Latin là ngôn ngữ sử dụng trong cuộc sống của mình.
Năm 1908 là một dấu mốc quan trọng của Peano. Phiên bản thứ năm và cuối cùng của dự án Formulario có tiêu đề là Formulario Mathematico, đã được xuất bản. Nó chứa 4200 công thức và các định lý, tất cả đều được trình bày hoàn chỉnh và hầu hết chúng đều đã được chứng minh. Cuốn sách không nhận được nhiều sự quan tâm vì phần lớn nội dung đã được biết điếm tại thời điểm ấy. Tuy nhiên, nó vẫn là một đóng góp đáng kể cho nền toán học. Các ý kiến và ví dụ đã được viết hoàn toàn bằng tiếng Latin.
Cũng trong năm 1908, Peano đã đảm nhiệm vị trí giám đốc phân tích cao cấp tại Turin kéo dài trong hai năm. Ông được bầu làm giám đốc Học viện cho Interlingua.
Sau khi mẹ ông qua đời vào năm 1910, Peano đã phân chia thời gian giữa giảng dạy, soạn thảo văn bản nhằm mục đích học hỏi thêm bao gồm từ điển của toán học, phát triển và quảng bá các ngôn ngữ phụ trợ của mình, trở thành một thành viên đáng kính của phong trào ngôn ngữ quốc tế. Dưới tư cách là thành viên trong Accademia dei Lincei ông đã trình bày các bài báo viết bởi bạn bè và đồng nghiệp không phải là thành viên (Accademia ghi lại và xuất bản tất cả các bài trình bày trong các buổi).
Năm 1925, Peano đã chuyển sang tham gia vào dự án Toán Bổ sung, một lĩnh vực phù hợp với phong cách mới nhất của ông về toán học. Sau đó ông đầu tư toàn thời gian vào dự án này từ năm 1931. Giuseppe Peano cũng tiếp tục giảng dạy tại Đại học Torino cho đến khi ông qua đời do một cơn đau tim gây tử vong.